# Söldner – Secret Wars
Söldner – Secret Wars (SSW) ist ein vom deutschen Entwicklerstudio Wings Simulations entwickelter und von JoWooD vertriebener Online-Shooter, der wahlweise aus der Ego- oder Third-Person-Perspektive gespielt werden kann. Bis zu 32 Mitspieler treten als selbstständige Söldner in zwei Teams zum Wettkampf gegeneinander an, wobei es unterschiedliche Spielarten gibt. Der Spieler kann im Spiel Fahr- und Flugzeuge sowie Helikopter lenken und die Spielumgebung war weltweit erstmals in einem Multiplayer-Spiel zerstörbar.
Das Spiel kam in einer Krisenphase des Publishers Jowood mit großen technischen Problemen auf den Markt und konnte die Gewinnerwartungen des Konzerns nicht erfüllen. Es war damit das letzte Spiel des Entwicklers Wings Simulations, der im Januar 2005 den Betrieb einstellen musste. Im März 2005 veröffentlichte Jowood das zuvor fertiggestellte Add-on mit dem Titel Marine Corps. 2006 erschien das Spiel einschließlich des Add-ons in den USA nochmals über Evolved Games unter dem Titel Semper Fidelis: Marine Corps. 2008 wurde das Spiel als Freeware veröffentlicht.

## Spielprinzip
Söldner ist ein Internet-Spiel, offline ist lediglich ein Training mit mehreren Missionen möglich.

### Spielmodi
Die möglichen Auftragsarten:
- Capture The Flag (CTF): Jedes Team besitzt eine Flagge in seiner Basis, die vom Gegner gestohlen und zu seiner Flagge gebracht werden muss. Das Team, das die Flagge am häufigsten in seinen Besitz bringen konnte, gewinnt.
- Capture The Vehicle (CTV): Ähnlich CTF, allerdings mit einem Fahrzeug anstatt der Flagge.
- Conquest (CQ): Die Teams müssen mehrere Gebiete einer Karte einnehmen und halten, die Gebiete sind durch zentrale Flaggen gekennzeichnet. Hat ein Team die Oberhand, verliert das andere Punkte. Wer am Rundenende mehr Punkte hat, ist Sieger.
- Super Conquest (SCQ): Wie CQ, allerdings kann das gegnerische Hauptquartier erst eingenommen werden, wenn man bereits alle anderen Flaggen besetzt hat.
- Deathmatch (DM): Jeder gegen jeden. Außer dem Ausschalten der Mitspieler gibt es keinen Auftrag.
- Team-Deathmatch (TDM): Das Ausschalten des gegnerischen Teams ist das Ziel.
- Hostage Rescue (HR): Ein Team hält mehrere (computergesteuerte) Geiseln gefangen, während das andere versuchen muss, diese zu befreien.
- Bombing Run (BR): Ein Team muss versuchen, ein bestimmtes Objekt zu zerstören, das andere hat dies zu verhindern.
- Frontline (FL): Ähnlich CQ, allerdings muss sich die Flagge, die aktuell eingenommen werden soll, näher an der letzten eigenen Flagge als eine Flagge des Gegners befinden. So ist eine bestimmte Reihenfolge der Eroberungen vorgegeben, um das Spielgeschehen auf wenige Gebiete zu beschränken.

Außer CTF, CTV, (S)CQ und FL werden jedoch kaum andere Modi gespielt, nahezu alle Modi sind auf allen Karten möglich.

### Unterschiede zu anderen Spielen des Genres
- Gestensystem: Dem Spieler ist es möglich, durch kurze Tastatureingaben Gesten und Aktionen auszuführen, um andere Spieler auf bestimmte Geschehnisse hinzuweisen. So kann er militärische Zeichensprache ebenso ausführen wie hämisches Gelächter oder Beleidigungen der anderen Spieler.
- Schadenssystem: Der Spieler kann jedes Spielobjekt zerstören. Wälder können durch Einwirkung schwerer Waffen vernichtet werden, ebenso ist es möglich, Gebäude dem Erdboden gleichzumachen sowie die Landschaft mit Kratern von einschlagenden Panzergranaten zu übersäen.
- Personalisierung der Einheiten: Der Spieler kann seine Spielfigur aus einer Vielzahl einzelner Elemente zusammenstellen. So sind verschiedene Uniformen ebenso möglich wie das Aussehen eines Waldarbeiters.
- Spielfeld: Der Spieler kann sich in einem Gebiet von 6500 × 3500 km Ausdehnung frei bewegen und so das Spielgeschehen an einen anderen Ort verlegen. Die einzelnen zu spielenden Karten stellen nur Gebäude, Spawnpunkte und Kaufterminals dar. Bei genauer Kenntnis der Spielwelt ist es möglich, alle anderen Karten aufzusuchen – dort sind dann jedoch keine Gebäude o. ä. geladen.
- Kommandantenmodus: Die Spieler eines Teams wählen einen Kommandanten, der zusätzlich zu seinen sonstigen Spielmöglichkeiten die komplette Karte in einer Draufsicht sehen kann, um dem eigenen Team Wegpunkte und Ziele zu geben. Der Kommandant genehmigt größere Anschaffungen aus der virtuellen Teamkasse.
- Mobile Respawn Vehicles: Jedes Team kann spezielle Fahrzeuge erwerben, die sich nach kurzer Parkdauer in einen Spawnpunkt verwandeln, der im (S)CQ direkt ausgewählt werden kann. In CTF/CTV spawnen die Spieler zufällig dort oder im Hauptquartier.

## Söldner – Marine Corps (Add-on)
Das am 17. März 2005 erschienene Add-on Marine Corps simuliert Kampfgeschehen in der Wüste und fügte dem Spiel bisher fehlende Marine-Einheiten und Wasserfahrzeuge hinzu.
Das Add-on war voll kompatibel zum Hauptspiel. Nutzer des Hauptprogramms konnten nach der Installation eines Updates alle Features des Add-ons nutzen. Die einzige Einschränkung bestand beim Kauf der neuen Gegenstände, die Besitzern des Add-ons vorbehalten waren. Allerdings konnten diese Gegenstände im laufenden Spiel von allen Spielern genutzt werden, sobald sie fallengelassen bzw. das Fahrzeug verlassen wurde.

## Entwicklung

### Konzept und Entwicklungsverlauf
Die Idee zu Söldner entstand, da Wings-Gründer Teut Weidemann ein MMO entwickeln wollte. Jowood stimmte der Idee bei den Übernahmegesprächen mit den Studiogründern zu und man einigte sich auf die Entwicklung eines Testprodukts, um erste Erfahrungen mit der Server- und Clienttechnologie zu sammeln. Aus diesem Testlauf entstand Söldner: Secret Wars und war eine Ursache für die vergleichsweise hohen Kosten des Spiels, da die Technik für ein deutlich größeres Onlinespiel ausgelegt war. Marc Olbertz aka Perplexer kreierte einige der im Spiel zu hörenden Geräusche.
Bereits während der Entwicklung hatte Wings nach Angaben von Weidemann mit den finanziellen Schwierigkeiten des Mutterkonzerns zu kämpfen. So erhielt das Studio nur die Freigabe für 20 Mitarbeiter statt der ursprünglich beschlossenen 30 Stellen. Weiterhin musste das Studio ausbleibende Zahlungen von Jowood zeitweilig kompensieren. Für die Finalisierung musste Wings außerdem kurzfristig ein eigenes Team zur Qualitätssicherung zusammenstellen, da das eigentliche QA-Team mit acht Testern keine ausreichende Mitarbeiterzahl hatte. In einem Post-Mortem-Vortrag beklagte Weidemann weiterhin, dass Jowoods Marketingbudget bereits durch Spellforce aufgebraucht war und das Studio sich selbst um die Vermarktung kümmern musste. Außerdem erhielt das Studio nur aufgrund der Forderung des Vertriebspartners Bigben Interactive zwei zusätzliche Entwicklungsmonate genehmigt. Schließlich war das Team auch nicht ausreichend für den Spieleransturm am Veröffentlichungstag vorbereitet, weshalb es zum Zusammenbruch der Server kam. Insgesamt litt das Projekt darunter, dass Jowood keinerlei Erfahrung mit der Veröffentlichung von Multiplayer-Spielen hatte. Da die Abwendung der Insolvenz Jowoods und die andauernden Querelen Energien und Ressourcen weitestgehend banden, blieben Planungsfehler zu lange unentdeckt.

### Nach Veröffentlichung
Die Entwickler reagierten auf die fehlerbehaftete Veröffentlichung mit mehreren Patches, die die Probleme jedoch nicht restlos beheben konnten. Ab dem 13. November 2004 war mit Söldner Reloaded eine Verkaufsversion erhältlich, die die ersten vier Patches bereits enthielt. Patch 3358 vom März 2005 brachte alle Versionen (Erstveröffentlichung, Reloaded und Marine Corps) auf eine einheitliche Versionsnummer. Das Spiel lief seit dem letzten Patch von Wings auf Version 33628 ohne gravierende Fehler. Im Juni brachte Jowood Hauptspiel und Add-on kombiniert in einer Gold Edition auf den Markt.
Das Spiel inklusive Add-on wurde im Mai 2006 nochmals unter dem Namen Semper Fidelis: Marine Corps von Evolved Games für den nordamerikanischen Markt veröffentlicht. In Semper Fidelis (und der englischen SSW-Originalversion ab v33671) sind anders als in der englischen Erstveröffentlichung keine Flüche und Beschimpfungen im Gestensystem mehr möglich.

### Weiterentwicklung durch die Community
Die Entwicklung weiterer Updates wurde ab dem 17. Mai 2005 von Fanentwicklern der Gruppe Project Zero betrieben. Zu diesem Zweck gab Jowood den Entwicklern Einblick in den Quellcode des Spiels. Im August 2005 wurden die offiziellen Portal- und Spielserver aus Kostengründen abgeschaltet, sodass zunächst kein Spiel mehr möglich war, bis Project Zero in Eigenregie einen Portalserver stellte. Spielserver werden seitdem lediglich noch durch die einzelnen Clans betrieben. Mitte Oktober 2005 wurden durch Project Zero neue Maps sowie überarbeitete Versionen alter Maps veröffentlicht.
Am 10. Februar 2006 erschien der erste Patch unter der Regie von Project Zero (v33668), der die Spielbalance weiter verbessern und weitere Features hinzufügen sollte. So sind manche Panzer und Helikopter nur noch effektiv, wenn zwei Spieler sich die Fahrzeugsteuerung teilen: Einer fährt/fliegt, der andere kontrolliert die Waffen. Durch die deutliche Erhöhung der Sichtweite und der Anzahl der Objekte (Bäume, Häuser usw.) pro Map stiegen die Hardwareanforderungen jedoch zu stark an, weshalb die Sichtweite mit der kurz darauf veröffentlichten Version 33669 wieder reduziert wurde. Mit Version 33670 vom 10. März 2006 wurden u. a. weitere Bugs beseitigt, die durch die Änderungen der Maps in v33668/33669 aufgetreten waren. Am 12. März 2006 erschien ein Hotfix für Version 33670, der aufgetretene Probleme mit manchen Mäusen behob. Zur Angleichung der SSW-Versionen an das neu veröffentlichte Semper Fidelis wurde am 14. Mai 2006 die Version 33671 freigegeben.
Am 23. Juli 2006 wurde die Version 33672 veröffentlicht, die zu massiven Problemen führte und wieder zurückgezogen werden musste. Unter anderem konnten Spieler sich mit keinem Server verbinden. Die Kontroverse um diese Veröffentlichung und anhaltende interne Querelen führten zum Auseinanderfallen von Project Zero. Am nächsten Tag übergab JoWooD die Verantwortung für die Weiterentwicklung in die Hände des gEasy Development Teams, einem Zusammenschluss jener Programmierer, die zuvor bei PZ ausgestiegen waren. Am Abend des 25. Juli veröffentlichte gEasy einen Hotfix zum fehlerhaften Patch 33672, mit der Bezeichnung 33673. Der nach eigenen Angaben letzte Patch (33675) für Söldner wurde am 7. Januar 2007 veröffentlicht und fügte dem Spiel Hitboxen zu.
Am 25. Oktober 2007 wurde der komplette Support durch gEasy eingestellt, womit auch das Online-Portal abgeschaltet wurde, sodass kein Onlinespiel mehr möglich war. Am 1. November 2007 stellte gEasy das Portal wieder online, nachdem die Finanzierung durch HRMC Management, einer Firma des ehemaligen JoWooD-Mitarbeiters Johann Ertl (Ivan Ertlov), die sich auf das Management von Online-Communitys spezialisiert hat, zugesichert wurde. Das Portal wurde in der Nacht zum 1. April 2008 erneut vom Netz genommen, nachdem der genannte Vertrag mit HRMC Management auslief, JoWooD den Kauf der Portalsoftware ablehnte und gEasy aufgrund der Differenzen mit JoWooD wegen Söldner 2 nicht bereit war, das Portal überhaupt weiter zu betreiben.

### Entwicklung nach gEasy und Freigabe
Aufgrund eines Vertrags, über den Stillschweigen vereinbart wurde, wurde ein Portal, jetzt gehostet von SteboSoft, am Abend des 1. Aprils wieder aktiviert. Am 27. Juni 2008 wurde ein weiterer Patch veröffentlicht, der die Physik-Engine des Spiels auf einen aktuellen Stand bringt, um das oft kritisierte Fahrverhalten der Fahrzeuge zu verbessern; zudem wurden zahlreiche Bugs behoben.
Am 3. Juni 2008 kündigte Johann Ertl im offiziellen Forum die Freigabe des Spiels als Freeware unter dem Namen Söldner Community Edition an. Diese wurde am 5. August 2011 auf soldnersecretwars.de als Download zur Verfügung gestellt und enthält alle Funktionen und Inhalte von Söldner – Secret Wars und dem Marine Corps Add-on.

## Rezeption
In der Verkaufsversion vom Juni 2004 traten zahlreiche Programmfehler (Bugs) auf, die das Spielerlebnis massiv beeinflussten und in den Testberichten der Fachpresse entsprechend kritisch beurteilt wurden. Die technischen Probleme führten dazu, dass trotz mehrerer zehntausend verkaufter Exemplare allein in Deutschland verhältnismäßig wenig Spieler online waren.
Der Verkaufsstart von Söldner verlief zunächst positiv. Das Spiel verkaufte sich bei Veröffentlichung in Deutschland 14.000 Mal und erklomm damit zwei Tage nach Veröffentlichung die Spitze der deutschen Verkaufscharts. In Kalenderwoche 22 fiel es auf Platz 2 hinter dem Echtzeit-Strategiespiel Codename: Panzers zurück, hielt diese Position jedoch bis Kalenderwoche 31. Nach elf Wochen hatte sich das Spiel in Deutschland knapp 45.000 Mal verkauft. Damit war es erfolgreicher als das gleichzeitig veröffentlichte Joint Operations: Typhoon Rising von NovaLogic. Insgesamt konnte das Spiel jedoch die Verkaufserwartungen des Publishers Jowood nicht erfüllen. 2004 gab das Unternehmen eine Gewinnwarnung heraus und Gründer Andreas Tobler musste seinen Geschäftsführerposten zugunsten von Albert Seidl räumen. Die neue Geschäftsführung führte eine Neubewertung durch und beschloss eine Fokussierung des Portfolios auf Strategie-, Simulations- und Rollenspiele. Am 26. Januar 2005 wurde die Schließung des Entwicklerstudios öffentlich bekanntgegeben. Das Studio selbst war bereits im November 2004 informiert worden, dass der Betrieb nach Abschluss der Arbeiten an Marine Corps eingestellt werde.
Am 29. Dezember 2006 kündigte JoWooD Söldner 2: Mercenary Wars an, das in Zusammenarbeit mit gEasy entwickelt werden sollte. Zu diesem Zweck wurde durch gEasy Team Development die gEasy Development GmbH gegründet. Am 1. Oktober 2007 gab gEasy jedoch bekannt, dass der Entwicklungsvertrag über das Spiel gekündigt wurde.

## Söldner: Secret Wars Remastered
Im Mai 2023 wurde von THQ Nordic auf Steam eine Remastered Version angekündigt, die weiterhin zerstörbare Umgebung, mehr als 100 verschiedene Waffen und über verschiedene 120 Fahrzeuge haben soll.